# La gente originale
La gente originale è un singolo del rapper italiano Caparezza, pubblicato nel 2000 come quarto estratto dal primo album in studio ?!.

## Descrizione
Si tratta di una critica a coloro che imitano negativamente le persone di successo, ricopiandone anche le abitudini negative (come assumere droga), e così facendo "non sono originali".

## Tracce
1. La gente originale (Album Version) – 3:51

## Formazione
Hanno partecipato alle registrazioni, secondo le note di copertina di ?!:
- Caparezza – voce, basi, produzione
- DJ Jan – scratch
- Daniele Saracino – registrazione, missaggio